# Кохання й правда Федора Тютчева (фільм)
«Кохання і правда Федора Тютчева» — фільм Наталії Бондарчук. Знятий за мотивами книги Вадима Кожинова «Пророк у своїй вітчизні Федір Тютчев» із використанням робіт Світлани Долгополової та Катерини Полтанової.

## Сюжет
Художнє осмислення біографії російського поета, публіциста Федора Тютчева (Бурляєв): трагічна загибель першої дружини Елеонори Ботмер (Шатова), дорослішання трьох дочок, другий шлюб з баронесою Ернестіною Пфеффель (Бондарчук), який ледве не обірвався через романтичну пристрасть поета до Олени Денісьєвої (Безрукова).

## У ролях
- Микола Бурляєв — Федір Тютчев
- Наталія Бондарчук — Ернестіна Тютчева, друга дружина поета
- Ірина Безрукова — Олена Денісьєва
- Ганна Міхалкова — Ганна Тютчева, старша з дочок
- Марина П'янова — Дарина Тютчева
- Марина Бурляєва — Катерина Тютчева
- Інга Шатова — Елеонора Тютчева, перша дружина поета[2]